# Якубовський Володимир Петрович

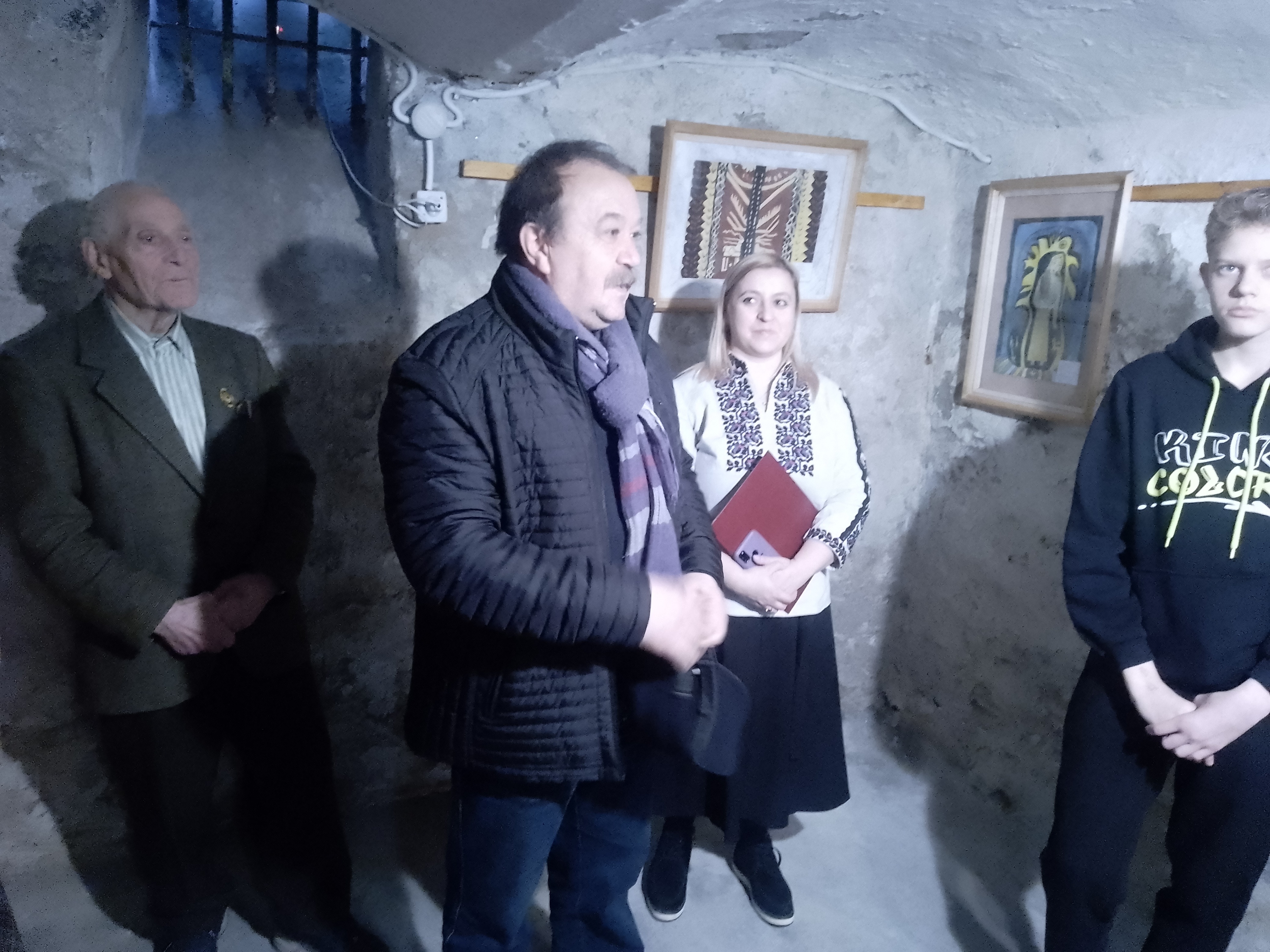
Володимир Якубовський на відкритті виставки "Світло Стефанії Шабатури"

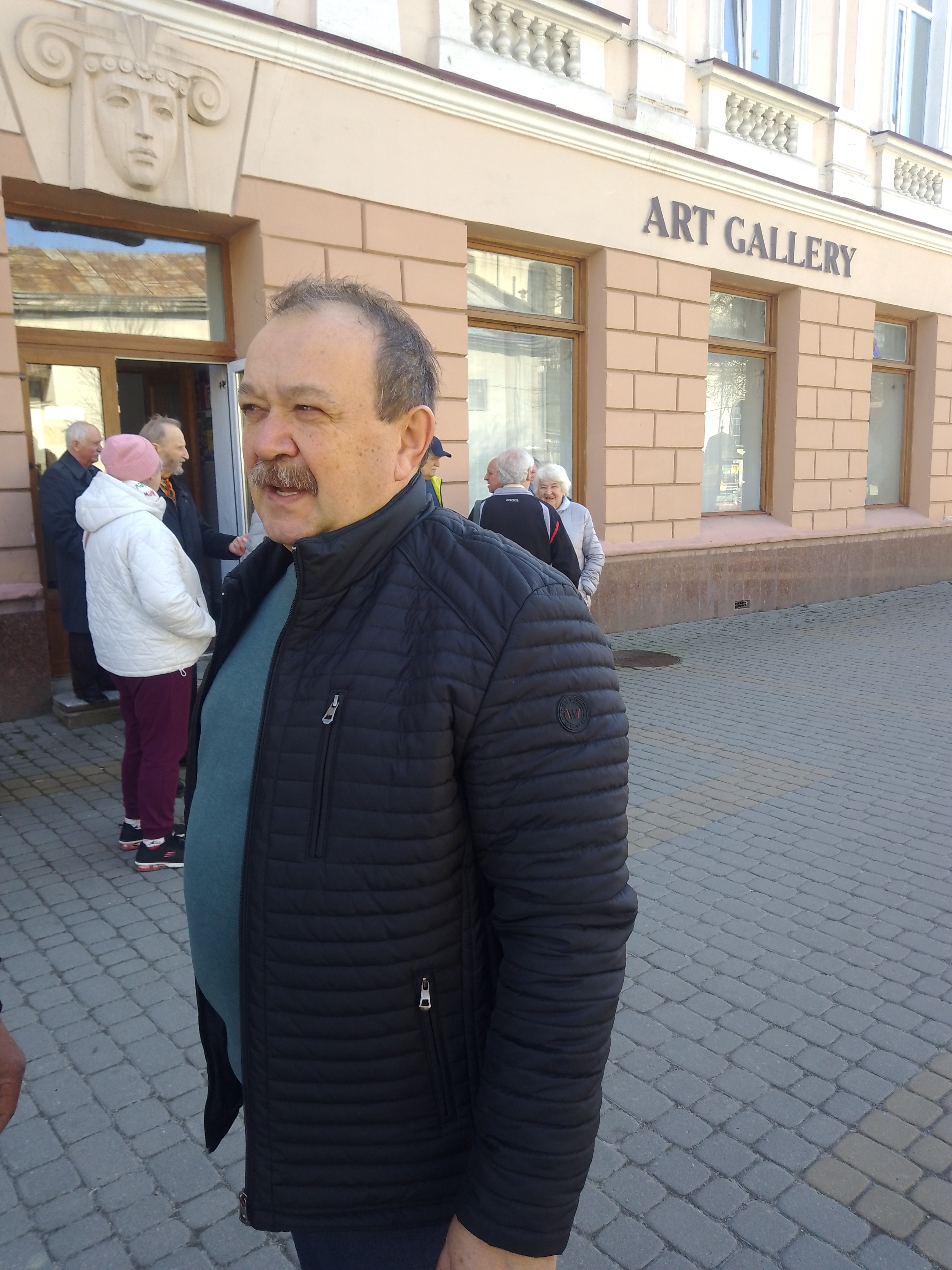
Біля Арт Галереї (Тернопіль, 2024)

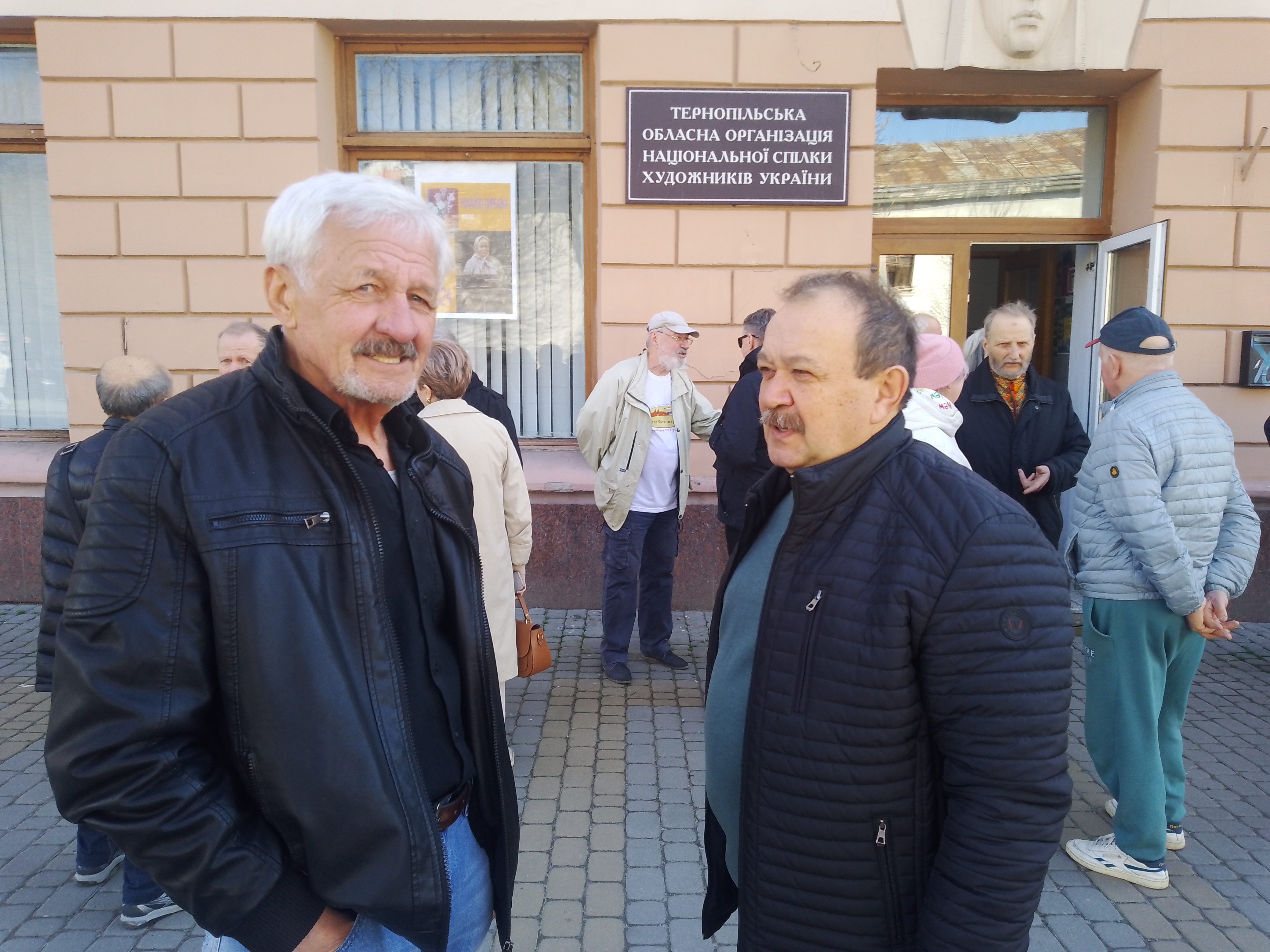
Володимир Якубовський з Михайлом Кульчицьким

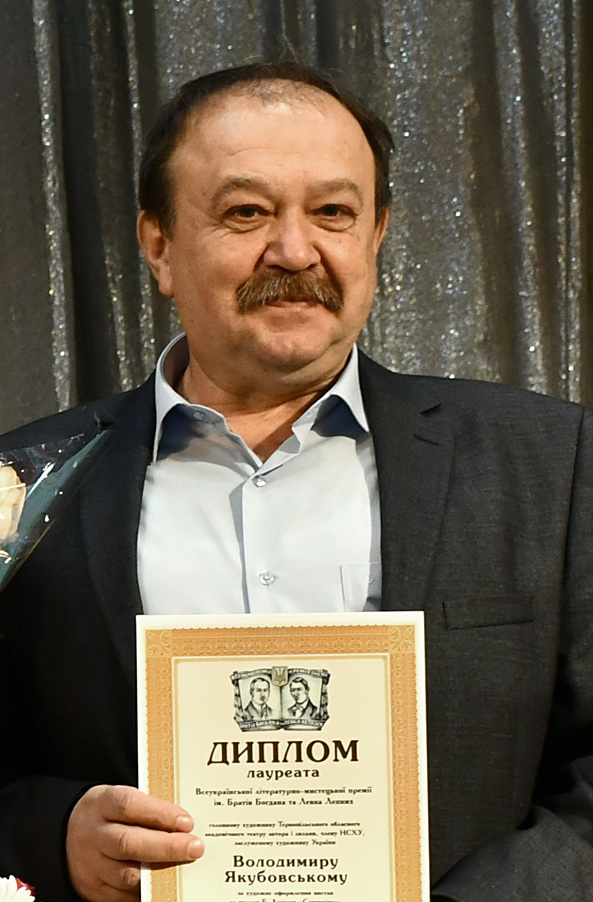
Диплом лавреата премії імені Братів Лепких за 2021 рік

Якубовський Володимир Петрович (23 жовтня 1960, м. Копейськ Челябінської області) — український художник-лялькар, член Національної Спілки художників України. Головний художник Тернопільського академічного обласного театру актора і ляльки. Лауреат Премії імені Іванни Блажкевич(1995). Премія фестивалю "Тернопільські театральні вечори"(2004). «Заслужений художник України»(2018).  Лавреат Всеукраїнської літературно-мистецької премії ім. Братів Богдана та Левка Лепких (2021).

## Біографія
У 1947 році батьки і родина Володимира Якубовського були репресовані радянською владою. Місцем народження у свідоцтві Володимира Якубовського записана шахта № 205 міста Копейська Челябінської області.
У 1965 році разом із матір'ю і молодшим братом Ігорем Якубовським повернулися в Україну, у рідне село його батьків Сороки, Бучацького району, Тернопільської області.
З 1968 року навчався в сільській восьмирічній школі с. Сороки, яку в 1975 закінчив з відзнакою. В 1976—1980 рр. навчався в Ужгородському училищі прикладного мистецтва, де опановував фах декоративно-прикладного мистецтва. В місті Ужгород починає свою трудову діяльність, влаштовується на роботу у 1982 році художником-постановником Ужгородського театру ляльок.
У 1987 році стає художником-постановником в Тернопільського обласного театру ляльок (з 2006 року Тернопільський академічний обласний театр актора і ляльки). До Тернополя приїхав на запрошення тоді головного режисера Євгена Ткаченка. З 2002 року Володимир Якубовський — головний художник театру, який створює постановки з режисером театру, заслуженим артистом України Володимиром Лісовим, і директором, і художнім керівником театру, заслуженим діячем мистецтв України — Іваном Шелепом.
За час роботи в театрі здійснив більше як сорок творчих постановок, серед яких:
- «Ярмарковий вертеп»,
- «Журавлине пір’я»,
- «Чарівна лампа Аладіна»,
- «Зачаклована карета»,
- «Сестриця Оленка та братик Івасик»,
- «Айболить проти Бармалея»,
- «Дзвони лебеді»,
- «Малюк і Карлсон»,
- «Білосніжка»,
- «Царівна Жаба»,
- «Квітка-семицвітна»,
- «Івасик-Телесик»
- та багато інших.[4]

З 1995 р. Володимир Якубовський є членом Національної Спілки художників України. Лауреат премії імені Іванни Блажкевич.
Твори Володимира Якубовського містяться в музеях України та в приватних колекціях за кордоном.
За значний особистий внесок у розвиток національної культури і мистецтва, вагомі творчі здобутки та високу професійну майстерність з нагоди Дня незалежності України Указом президента від 23 серпня 2018 року присвоєно почесне звання «Заслужений художник України».
За художнє оформлення вистави «Казка про Ксеню і дванадцять місяців» (театр актора і ляльки), вистав за твором Б. Лепкого «Сотниківна» (театр-студія «Сузір’я, м. Тернопіль та Копичинецький народний драматичний), ілюстрації до збірок творів Б. Лепкого для дітей присуджено Всеукраїнську літературно-мистецьку премію ім. Братів Богдана та Левка Лепких за 2021 рік.
У жовтні 2022 року в Тернопільському обласному художньому музеї відкрилася персональна виставка митця.